# Liste des députés européens de Lituanie de la 8e législature

Cet article présente la liste des députés européens de Lituanie de la 8e législature (2014-2019).

## Liste
| Nom                                                                        | Parti                                                                               | Groupe parlementaire européen    | 1re élection                                                                   |
| -------------------------------------------------------------------------- | ----------------------------------------------------------------------------------- | -------------------------------- | ------------------------------------------------------------------------------ |
| Antanas Guoga                                                              | Mouvement libéral (LRLS) (jusqu'en octobre 2016) Indépendant                        | ADLE (jusqu'en octobre 2016) PPE | 25 mai 2014                                                                    |
| Petras Auštrevičius                                                        | Mouvement libéral (LRLS)                                                            | ADLE                             | 25 mai 2014                                                                    |
| Viktoras Uspaskich                                                         | Parti du travail (DP)                                                               | ADLE                             | 7 juin 2009                                                                    |
| Valdemar Tomaševski                                                        | Action électorale polonaise (LLRA)                                                  | ECR                              | 7 juin 2009                                                                    |
| Rolandas Paksas                                                            | Ordre et justice (TT)                                                               | ELDD                             | 25 mai 2014                                                                    |
| Bronis Ropė                                                                | Union lituanienne agraire et des verts (LVŽS)                                       | Verts/ALE                        | 25 mai 2014                                                                    |
| Valentinas Mazuronis                                                       | Ordre et justice (ELDD, jusqu'en mai 2015) Parti du travail (2015-2017) Indépendant | ELDD (jusqu'en mai 2015) ADLE    | 25 mai 2014                                                                    |
| Ramūnas Karbauskis                                                         | Union lituanienne agraire et des verts (LVLS)                                       | Verts/ALE                        | 25 mai 2014                                                                    |
| Zigmantas Balčytis                                                         | Parti social-démocrate (LSDP)                                                       | S&D                              | 7 juin 2009                                                                    |
| Vilija Blinkevičiūtė                                                       | Parti social-démocrate (LSDP)                                                       | S&D                              | 7 juin 2009                                                                    |
| Algirdas Saudargas                                                         | Union de la patrie - Chrétiens-démocrates lituaniens (TS-LKD)                       | PPE                              | 7 juin 2009                                                                    |
| Laima Liucija Andrikienė (Remplace Gabrielius Landsbergis le 30 mai 2016,) | Union de la patrie - Chrétiens-démocrates lituaniens (TS-LKD)                       | PPE                              | 25 mai 2014 (pour G. Landsbergis) 13 juin 2004 (pour Laima Liucija Andrikienė) |